# Raoul Björkenheim

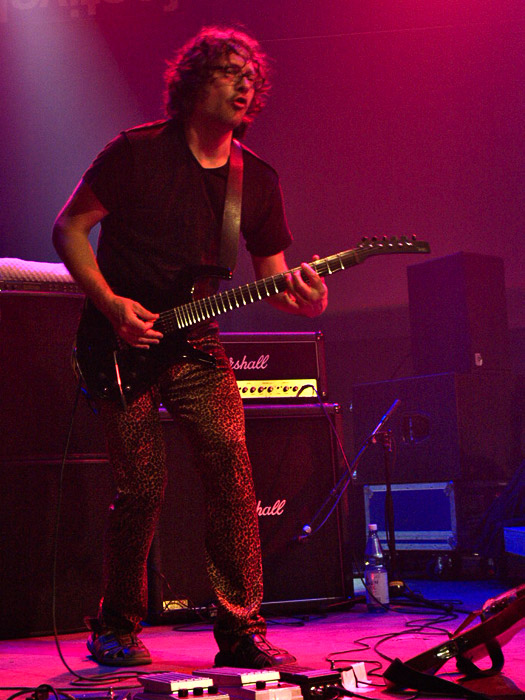
Raoul Bjorkenheim beim Moers Festival 2006

Raoul Melvin Björkenheim (* 19. März 1956 in Los Angeles) ist ein finnisch-amerikanischer Jazz- und Fusion-Gitarrist.

## Leben und Wirken
Raoul Björkenheim, der Sohn der Schauspielerin Taina Elg und von Carl Björkenheim, wuchs in den Vereinigten Staaten auf. Nachdem er sich zuvor an der Geige und der Trompete versucht hatte, entdeckte er mit 13 Jahren die Gitarre. Ab 1971 ging er in Helsinki zur Schule und begann auf dem dortigen Konservatorium 1977 ein Studium der Klassischen Gitarre und Komposition; mehr interessiert an Improvisation, wechselte er 1978 nach Boston, wo er sein Studium am Berklee College of Music 1981 abschloss. Anfang der 1980er Jahre gründete er mit Jone Takamäki, Antti Hytti, Jarmo Savolainen und Tom Nekljudow die Gruppe Roommushklahn. Er zählt zu den bedeutenden Figuren des finnischen Jazz seit seiner Arbeit in Edward Vesalas Sound & Fury Band, an dessen ECM-Album Lumi (1986) er mitwirkte. Ende der 1980er Jahre verließ Björkenheim die Band von Vesala, um eine eigene Jazzrock-Formation zu gründen, Krakatau. Nach zwei Alben, die zunächst lediglich in Finnland erschienen waren, tauschte er sämtliche Bandmitglieder aus und nahm dann Anfang der 1990er u. a. mit Ulf Krokfors, Jone Takamaki und Alf Forsman bzw. Ippe Kätka zwei weitere Alben für ECM auf; danach löste er die Gruppe auf. 
Danach folgten Soloprojekte wie Apokalypso (2001) oder die international besetzte Gruppe Phantom City, die von Paul Schütze geleitet wurde und eine Aufnahmesession mit dem Gitarristen Nicky Skopelitis. Er galt nun als „Wegbereiter für ein neues, avantgardistisches Jazzrock-Verständnis.“ Außerdem arbeitete er als Solist und Arrangeur für das finnische UMO Jazz Orchestra, mit dem er die Musik von Miles Davis aus seiner Elektrischen Periode interpretierte (Electrifying Miles, 1997). Seit 2001 wohnt er in New York City. Seit 2003 tritt er im Scorch Trio mit Ingebrigt Håker Flaten and Paal Nilssen-Love auf; auf deren zweiter CD spielt er auch elektrisch verstärkte Viola da Gamba. Ein Auftritt 2006 mit William Parker und Hamid Drake wurde als Album veröffentlicht. Im Duo mit dem Schlagzeuger Lukas Ligeti tourte er 2008 durch Europa. 
Björkenheims Gitarrenspiel ist nach Meinung der Kritiker Richard Cook und Brian Morton durch Jimi Hendrix, Cream, Frank Zappa und Miles Davis’ Album Agartha beeinflusst und durch Feedback-Effekte und Verzerrungen geprägt; er verarbeitet auch Einflüsse der Musik von John Coltrane, Eric Dolphy, Ornette Coleman und Albert Ayler.

## Preise und Auszeichnungen
Björkenheim wurde mit dem Yrjö-Preis der Finnischen Jazz-Gesellschaft als „Jazzmusiker des Jahres 1984“ ausgezeichnet. Er erhielt 1986 den Young Finland Prize 1986 und den Emma-Preis für die „beste finnische Jazz-Aufnahme 1992“. 

## Diskographische Hinweise
- Edward Vesala: Lumi (ECM, 1986)
- Krakatau: Ritual (Cuneiform, 1988–90; Neuveröffentlichung 1996 mit zus. Material)
- Krakatau: Volition (ECM, 1991)
- Krakatau: Matinale (ECM, 1993)
- Scorch Trio: *Brolt! (2008)
- Lucas Ligeti: Shadowglow (TUM, 2003)
- Raoul Björkenheim, Bill Laswell, Morgan Ågren: Blixt (2011)
- Raoul Björkenheim Triad: Beyond (Eclipse Music, 2017)
- Björkenheim / Sopko / James / Laswell / Yamaki: Inaugural Sound Clash (For the 2 Americas) (2017)
- Raoul Björkenheim / eCsTaSy: Doors of Perception (2017)